# Aparell dental semiamovible
Els aparells dentals semiamovibles o semiremovibles serveixen a la correcció de les males posicions de les mandíbules (ortopèdia dento-facial) i de les dents (ortodòncia).

## Aparell intraoral
Els aparells intraorals :
- Goshgarian o arc transpalatí
- Quad Hèlix
- Arc lingual
- Lip bumper
- Pendulum
- Botó de Nance

## Aparell amb un component extraoral
Els aparells amb un component extraoral :
- Tracció extraoral
- Tracció extraoral alta
- Tracció extraoral mitjana o Meryfield
- Tracció extraoral baixa
- Fona mentonera o chin cup
- Tracció de Delaire